# Bob Livingston

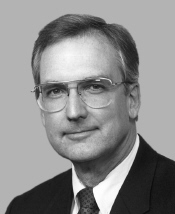
Bob Livingston

Robert „Bob“ Linlithgow Livingston Jr. (* 30. April 1943 in Colorado Springs, Colorado) ist ein US-amerikanischer Lobbyist und ehemaliger Politiker. Er war von 1977 bis 1999 republikanischer Abgeordneter im Repräsentantenhaus der Vereinigten Staaten für den Bundesstaat Louisiana.

## Leben
Livingston wurde in Colorado geboren und wuchs später in New Orleans im Bundesstaat Louisiana auf. Er ist mit Bonnie Livingston verheiratet.

## Politische Karriere
Nach dem Jurastudium an der Tulane University war Livingston zunächst Mitarbeiter mehrerer republikanischer Politiker. Mitte der 70er Jahre war er Leiter der Abteilung zur Bekämpfung des organisierten Verbrechens unter dem demokratischen Attorney General von Louisiana, William J. Guste. 1977 gelang ihm bei der Nachwahl zum Repräsentantenhaus für Louisianas 1. Kongresswahlbezirk ein knapper Sieg. Livingston war seit der Zeit der Reconstruction der erste Republikaner in diesem Amt. 1978 wurde Livingston mit 86 Prozent der Stimmen in seinem Amt bestätigt, das er bis 1999 innehatte.
1987 bewarb sich Livingston erfolglos für das Gouverneursamt in Louisiana. Er wurde Dritter hinter den beiden Demokraten Buddy Roemer und Edwin Edwards und verfehlte damit den Einzug in die Stichwahl, die später nach Edwards’ Rückzug hinfällig wurde. Während der ersten 18 Jahre als Kongressabgeordneter war Livingston nicht in herausgehobener Position tätig. Es war ihm jedoch schon früh gelungen, einen Sitz im einflussreichen Appropriations Committee zu erlangen, dem die Kontrolle der Staatsausgaben zukommt. 1995 wurde er zum Vorsitzenden des Ausschusses ernannt, nachdem die Republikaner bei der Wahl 1994 die Mehrheit im Repräsentantenhaus gewinnen konnten. Als Vorsitzender wurde Livingston zu einem der einflussreichsten Politiker der Republikanischen Partei.
Während seiner politischen Laufbahn vertrat Livingston wertkonservative Positionen. So forderte er im Rahmen des Lewinsky-Skandals den Rücktritt Bill Clintons als Präsident der Vereinigten Staaten.

## Rücktritt und weitere Karriere
1998 wurde Livingston nach dem Rücktritt Newt Gingrichs vom Amt des Sprechers des Repräsentantenhauses von den Republikanern als dessen Nachfolger vorgeschlagen. Gingrich war nach Verlusten der Republikaner während der Wahl 1998 als Sprecher zurückgetreten. Livingston wurde ohne Opposition vorgeschlagen. Bevor er sein Amt antreten konnte, wurde jedoch von dem Publizisten und Verleger Larry Flynt behauptet, Livingston habe eine außereheliche Affäre gehabt. Livingston gab die Vorwürfe zu, zog seine Kandidatur als Sprecher zurück und kündigte an, im Mai 1999 sein Amt als Abgeordneter niederzulegen.
Seit seinem Rücktritt ist Livingston in Washington als Lobbyist tätig. So erhielt er in dieser Funktion 12 Mio. Dollar von der türkischen Regierung für seinen Versuch, den Auswärtigen Ausschuss des Repräsentantenhauses davon abzubringen, den Völkermord an den Armeniern in einer Resolution vom Oktober 2007 „Völkermord“ zu nennen.